# Estádio Ilha do Retiro
Estádio Ilha do Retiro, officiellt Estádio Adelmar da Costa Carvalho, är en fotbollsarena i Recife i delstaten Pernambuco, Brasilien. Arenan ägs av och är hemarena för Sport Recife. Den invigdes den 4 juli 1937.
Under fotbolls-VM 1950 var arenan värd för en match: Chile mot USA.